# Sebastián Ruíz
Sebastián Ruíz – ekwadorski zapaśnik walczący w obu stylach. Zajął dziesiąte miejsce na mistrzostwach panamerykańskich w 1997. Wicemistrz igrzysk Ameryki Południowej w 1998. Srebrny i brązowy medalista igrzysk boliwaryjskich w 1997 roku. Instruktor fitness.